# Elecciones legislativas de Guatemala de 1925
Las elecciones parlamentarias se celebraron en Guatemala en diciembre de 1925. El resultado fue una victoria para el Partido Liberal, el cual ganó todos los 69 asientos. En la Ciudad de Guatemala el Liberal recibió 3,289 votos, el Partido Liberal Progresista, 506 y el Partido Conservador, 178. El PLP reclamó que  habían ganado 90% del voto, pero que el gobierno Liberal había descontado votos.

## De fondo
Las elecciones eran la primera prueba importante  para el Partido Liberal Progresista, quien se presentó por primera vez en los comicios, mientras que el Conservador fue derrotado.

## Resultados
| Partidos y alianzas         | Asientos |    |
| --------------------------- | -------- | -- |
| Partido liberal             | 69       |    |
| Partido Liberal progresista | 0        |    |
| Partido conservador         | 0        |    |
| Votos nulos e inválidos     | -        | -  |
| Total                       | 100      | 69 |